# ライトクリエート
株式会社ライトクリエート（RightCreate Co.,Ltd.）は、主に東京都内を中心に飲食店を営む企業。本社は東京都千代田区。

## 概要
メイン事業はコスプレ系飲食店の展開。
またそれ以外に関連会社を通じてインディーズCDレーベルの運営、インターネットカフェ「まんが喫茶コムコム」の運営も行っている。インディーズレーベルからは『おにいちゃんCD』『告白CD』などのヒット作も生まれている。

## 主な店舗

### 現存する店舗
- ポータブルゲームカフェ 秋葉原集会所
- クリエーターズカフェ 秋葉原制作所
- fuwat - 美容室。
- わっとぽーakiba - メイドタイ古式マッサージ
- 月夜のKAGUYA - コンカフェ

### かつて存在した店舗
- 声優cafe' - 松風雅也がプロデュースし店長を務めていた。2013年3月10日閉店[1]。
- ポータブルゲームカフェ 池袋集会所 - 秋葉原集会所の支店として南池袋2丁目に存在。2012年1月14日閉店。
- 居酒屋十五夜 - 同社の店舗としては唯一名古屋市に存在していた。2016年1月17日閉店。

## 関連会社
- NRプロ - インディーズレーベル運営。現在や秋葉原でライブアイドル[リンク切れ]のイベントを中心に活動している。
- まんが喫茶コムコム - 秋葉原を中心に都内にネットカフェ13店舗を展開していたが2024年8月26日の門前仲町店閉店をもって全店閉店。